# Podšívka
Podšívka je vnitřní vrstva textilu, kůže nebo jiného materiálu, která se vkládá do šatů, klobouků, batohů, záclon a podobných výrobků.
Podšívka dodává vnitřku oděvu úhledný vzhled a zakrývá všelijaké spoje, švy, hrubé okraje či jiné krejčovské prvky. Snižuje také namáhání látky otěrem vznikajícím při nošení oděvu, a prodlužuje tak jeho životnost. Hladká podšívka napomáhá snadnějšímu oblékání sak, kabátů či plášťů a v zimě zvyšuje ochranu před chladem.

## Podšívkovina
Textilní podšívkovina se vyrábí
tkaná - (nejčastěji z  bavlnářských přízí (viz snímek vpravo dole) nebo z umělovlákenných  filamentů), pletená nebo jako netkaná textilie

## Galerie podšívek

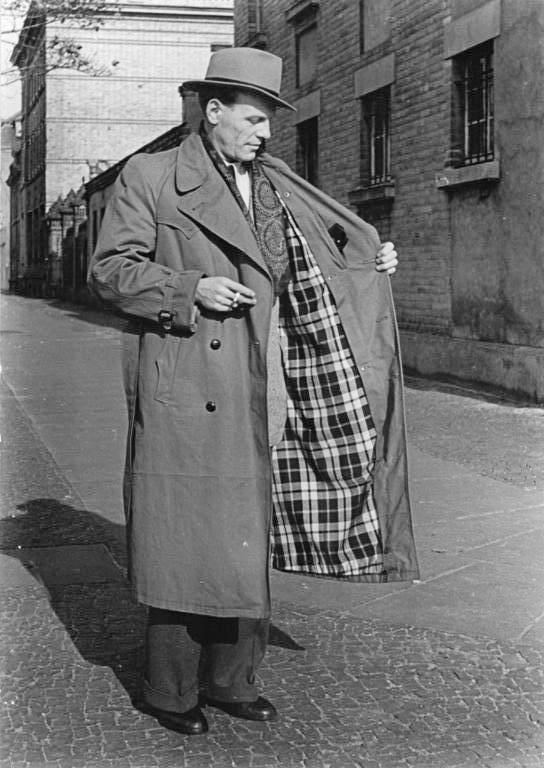
Trenčkot s vyjímatelnou podšívkou (1953)
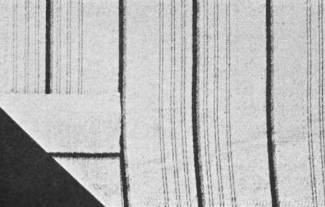
Rukávová podšívkovina z roku 1920: mercerovaná, potištěná, osnova 10 tex / útek 12,5 tex, 114 g/m²
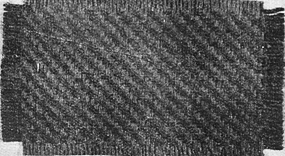
Těžká podšívkovina z vigoňové příze (250 tex, 10 nití/cm) asi z roku 1925
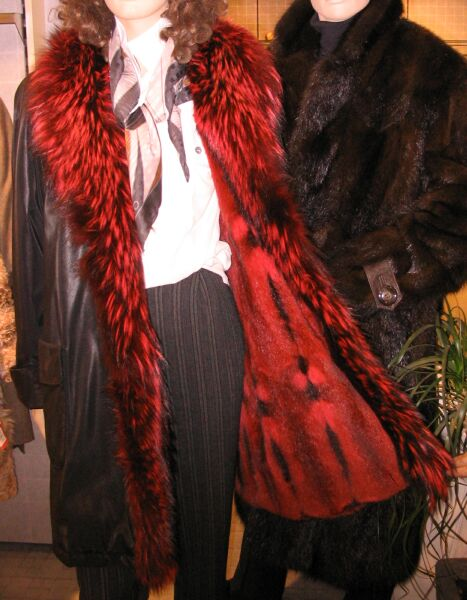
Podšívka z křeččí kožešiny (snímek z roku 2008)